# Mar de Grises
Mar de Grises fue una banda chilena de death/doom metal formada en 2000.

## Historia
Los integrantes de la banda se conocieron en la universidad y formaron la banda solamente con la idea de un pasatiempo. Inspirados en bandas como My Dying Bride, In The Woods..., Emperor, Poema Arcanus, Anathema, Samael, Death, Tiamat, At The Gates, y otras algo alejadas de sonidos metaleros. Los miembros de la banda también han hablado de su gusto por bandas como Neurosis, la cual es capital para su sonido.
Sus composiciones, si bien abrazaban los cánones de un evolucionado estilo doom metal, se paseaban entre extremos musicales incluyendo elementos de estilos tan diversos como el rock progresivo, el post-rock, el ambient, la música electrónica, death metal, industrial, noise, etc. Por esto, Mar de Grises es considerada por muchos como la única banda Death/doom que ha combinado su típico sonido lento con los elementos innovadores del Post-Metal.
Su demo debut de 2002 fue lo suficientemente convincente para hacer firmar a la banda con el sello finlandés Firebox Records. Para esa época, algo prácticamente insólito para una banda de rock o metal de ese lado del mundo, más aún para una que no terminaba de darse a conocer en su país.
Bajo este sello la banda editó su primer LP titulado The Tatterdemalion Express en enero de 2004, junto con ingenieros de sonido que habían trabajado con bandas como Six Magics y Poema Arcanus, el álbum fue muy bien recibido y aclamado por la crítica, ganando distinciones como "Mejor álbum de Doom" y "Mejor banda nueva " por importantes revistas.
El año 2005 la banda viajó a través de países como Francia, Alemania, Holanda, España, Bélgica e Italia
participando en festivales como el "Doom Shall Rise" y el "Belgian Doom Night".
Posteriormente, en 2006, el cantante y tecladista Marcelo Rodríguez abandonó la banda y fue reemplazado por Juan Escobar. 
En septiembre de 2007, la banda comenzó a grabar su segundo álbum en el mismo estudio donde habían grabado el primero. 
En 2008 la banda editó su segundo trabajo titulado Draining the Waterheart y comenzó su segunda gira por Europa. Esta partió el 16 de abril hasta el 12 de mayo, efectuando unos 20 conciertos en 10 o más países, destacándose dentro de la gira su recorrido con las bandas Saturnus y Thurisaz, incluyendo una minigira exclusiva para Finlandia con Ablaze in Hatred. Destaca también la participación de Mar de Grises en importantes festivales, tales como el SWR en Portugal, y el Firebox Metal Fest en Finlandia, compartiendo escenario con grandes bandas, tales como Dark Tranquility, Impaled Nazarene, Enslaved, entre otras más de alta categoría.
En el año 2010, Mar de Grises firmó con la discográfica Season of Mist (sello de otras bandas como Morbid Angel y Esoteric), indicando además la fecha del lanzamiento de su próximo disco Streams Inwards, que fue el 30 de agosto. Más tarde, en diciembre, la Banda va a su tercera gira europea con la banda Swallow The Sun y Sólstafir.
En el año 2011, su álbum Streams Inwards es elegido "El mejor álbum de doom metal del 2010" por la votación internacional de premios del sitio Metal Storm, con 392 votos. Esto es resaltable ya que es la primera vez que una banda chilena recibe tal reconocimiento de la Metal Storm Awards.
El 22 de julio de 2013, la banda anunció en un comunicado en redes sociales su separación y el término de la banda.
Para luego de 12 años anunciar una gira a lo largo de Chile "Reunion Tour 2025" en la cual se presentarán en ciudades tales como Santiago, La Serena, Concepción y Puerto Montt.

## Miembros
- German Toledo - voz

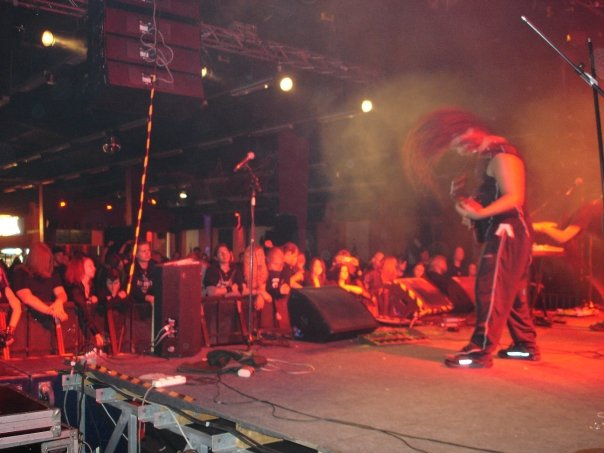
Rodrigo Morris en el Firebox Metal Festival, Finlandia, 2008.

- Rodrigo Morris - guitarra (Entrefuego)
- Sergio Álvarez - guitarra (Mourner's Lament)
- Rodrigo Galvez - bajo (Mourner's Lament)
- Alejandro Arce - Batería (Norphelida, Target, Kintral)

### Miembros pasados
- Juan Escobar - voz, teclado, sintetizador
- Marcelo R. - voz, teclado
- Herumor V - guitarra (AuraHiemis)

## Discografía

### Álbumes de estudio
- Demo 2002 (2002)
- The Tatterdemalion Express (2004)
- Draining the Waterheart (2008) (Existe una edición limitada la cual contiene un mini-cd que incluye una canción instrumental llamada "Unconscious Passenger").
- First River Regards (2009)
- Streams Inwards (2010)